# Biagia Marniti
Biagia Marniti, pseudónimo de Biagia Masulli (Ruvo di Puglia, 15 de marzo de 1921 – Roma, 6 de marzo de 2006) fue una poetisa, periodista y bibliotecaria italiana.

## Biografía
Nacida en Ruvo di Puglia, más tarde vivió en Bari y luego en Roma en 1938, donde fue alumna de Giuseppe Ungaretti. Trabajó como periodista y publicista, colaborando en revistas y varios medios de la RAI. Además en la inmediata posguerra trabajó para el Ministerio de la Aeronáutica o el Alto Comisionado para Refugiados del Ministerio del Interior. En el 1951 publicó Nero amore, rosso amore, su primer libro de poesía y en 1956 Città, creatura viva. En 1956 recibió el premio LericiPea de poesía.
Al año siguiente, en 1957, fue editada la antología Más fuerte es la vida, con prefacio de Ungaretti. En noviembre de 1952 empezó su carrera como bibliotecaria en la localidad de Sassari para luego pasar al finalizar la década a la Biblioteca Angelica de Roma, donde entró a formar parte de la Academia de la Arcadia. En 1967 publicó Días en el mundo y El aro y la palabra en 1979. Murió en Roma en 2006.

## Poética
La poética de la Marniti ha sido influida por el hermetismo, pero tiende hacia cierto realismo objetivo, atento a lo cotidiano.

## Obras
- Nero amore, rosso amore, 1951
- Città, creatura viva, 1956
- Più forte è la vita, 1957
- Giorni nel mondo, 1967
- Il cerchio e la parola, 1979
- Sono terra che uomo ha scavato, 1985
- Il gomitolo di cera, 1990
- Racconto d'amore, 1994
- L'azzurra distanza, 2000
- Implacabili indovinelli 1941-2003, 2003